# Tattbytunneln

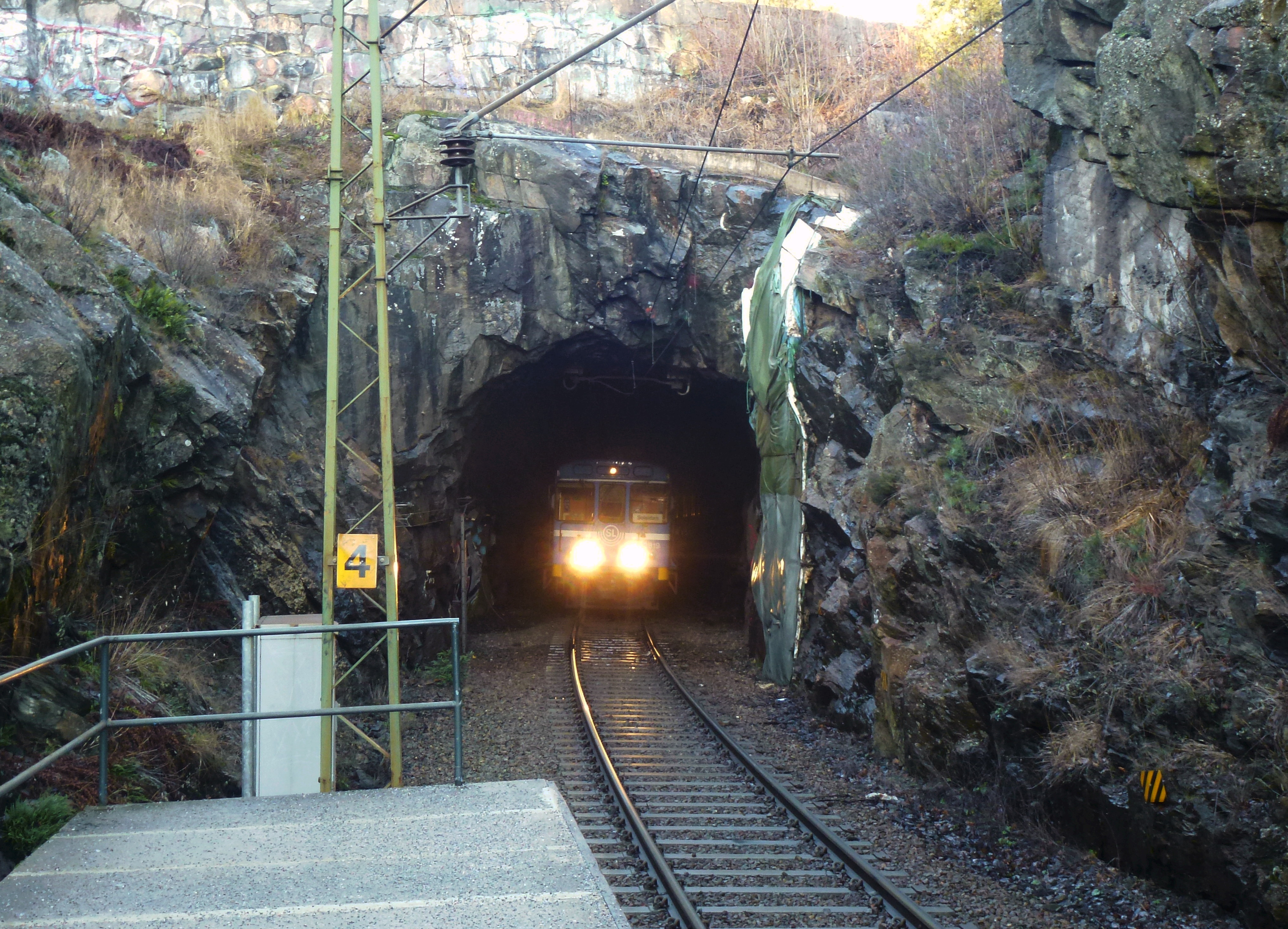
Tunnelöppningen, vy från hållplatsen Erstaviksbadet.

Tattbytunneln (även kallad Erstavikstunneln) är en bergtunnel på Saltsjöbanan belägen nära Tattby villaområde, Solsidan, Nacka kommun. Tunneln är ca 125 meter lång och öppnades 1913 för trafik. Samtidigt invigdes grenbanan Igelboda–Solsidan.
Tunneln går i en svag kurva genom ett bergsmassiv i Tattby naturreservat mellan hållplatserna Erstaviksbadet och Tattby. Från hållplatsen Erstaviksbadet kan man se in i tunnelöppningen.
Tattbytunneln är en av tre tunnlar längs Saltsjöbanan. De två andra är Stadsgårdstunneln (638 meter) och Henriksdalstunneln (337 meter).